# Eltroplectris kuhlmanniana
Eltroplectris kuhlmanniana é uma espécie de planta do gênero Eltroplectris e da família Orchidaceae.  
Espécie conhecida apenas pelo material tipo, originário do vale do rio Doce, Espírito Santo. 

## Taxonomia
A espécie foi descrita em 2008 por Piotr Rutkowski e Dariusz Szlachetko. 
O seguinte sinônimo já foi catalogado:  
- Centrogenium kuhlmannianum  Hoehne

## Forma de vida
É uma espécie terrícola e herbácea. 

## Descrição
Erva terrícola, com 30-40 centímetros de altura. Tem raízes com 3,5-6 centímetros de comprimento. Ela tem 3 folhas, lanceoladas a oblongo-lanceoladas, agudas, base atenuada, 11-15 × 1,5-4 cm; pseudopecíolo canaliculado, glabro, 12-15 centímetros de comprimento. A inflorescência é pauciflora, com cerca de 40 centímetros de comprimento; pedúnculo delgado, coberto por brácteas lanceoladas, glabras, acuminadas, 2-3 centímetros de comprimento; raque com cerca de 6 centímetros de comprimento, brácteas florais linear-lanceoladas, levemente pilosas, acuminadas, 10-15 milímetros de comprimento. 
Ela tem flores esbranquiçadas, ereto-patentes, glabras, pedicelo + ovário de 15-18 mm de comprimento; sépala dorsal triangular-lanceolada, acuminada, com cerca de 15 × 6 mm, sépalas laterais oblongo-lanceoladas, agudas, com cerca de 22 × 4 mm; calcar subcilíndrico, linear-clavado, com cerca de 18 milímetros de comprimento; pétalas elípticas, assimétricas, agudas, com cerca de 15 × 7 mm; labelo largo-elíptico, trilobado, unguiculado, com cerca de 25 × 8 mm, unguículo linear, com cerca de 5 milímetros de comprimento, lobo mediano obcordado, acuminado, com cerca de 4 × 3 mm, lobos laterais triangular-ovalados, obtusos; coluna mais ou menos séssil, linear-oblonga, com cerca de 4 milímetros de comprimento  
| Folha          | Folha |
| -------------- | ----- |
| em roseta      | sim   |
| peciolada      | sim   |
| Inflorescência |       |
| multiflora     | sim   |
| pubescente     | sim   |
| Flor           |       |
| pétala falcada | sim   |

## Conservação
A espécie faz parte da Lista Vermelha das espécies ameaçadas do estado do Espírito Santo, no sudeste do Brasil. A lista foi publicada em 13 de junho de 2005 por intermédio do decreto estadual nº 1.499-R. 

## Distribuição
A espécie é encontrada no estado brasileiro de Espírito Santo. 
A espécie é encontrada no domínio fitogeográfico de Mata Atlântica, em regiões com vegetação de floresta ombrófila pluvial.